# Ostrinia nubilalis
La piralide del mais (Ostrinia nubilalis (Hübner, 1796)), è un lepidottero appartenente alla famiglia Crambidae. Considerato uno dei principali fitofagi del mais, in Italia è diffusa soprattutto nelle regioni settentrionali e centrali, dove attacca il mais, il sorgo, canapa, luppolo, e varie altre colture ortive, come il peperone, la melanzana, fagiolo, fagiolino ed ornamentali da fiore, rivestendo un ruolo economicamente gravoso nell'agricoltura

## Descrizione
Si tratta di una farfalla notturna di medie dimensioni, con 25–30 mm di apertura alare; i maschi sono più piccoli delle femmine e hanno le ali giallastre con variegature molto scure rispetto alle femmine. Le larve appaiono di dimensioni comprese tra i 20–25 mm di lunghezza, presentano una livrea di colore giallo/grigiastra e possiedono un capo e un protorace bruno scuri.

## Biologia
Le larve scavano gallerie nei fusti di mais e di altre piante, è specie estremamente polifaga (oltre 250 specie di piante) cagionando gravi danni alle colture (granoturco, sorgo, peperone, fagiolini, canapa, mele, pere, ecc.) nonché molte piante spontanee. Le foglie vengono bucherellate quando le larve penetrano nelle foglie accartocciate (larve di prima generazione). L'azione delle larve di seconda generazione sul culmo e nel peduncolo delle spighe (pannocchie di granoturco) determina la loro caduta a terra e quindi perdita di prodotto durante la trebbiatura. Sul culmo, inoltre, è facile individuare anche dei fori di entrata ed uscita delle larve. Le larve di 2ª generazione, possono causare danni sulle spighe e sulle cariossidi, con la conseguente diminuzione della produzione e possibile sviluppo di muffe.
La Piralide sverna come larva matura (in diapausa) dentro i residui vegetativi o nei tutoli. I primi adulti (primo volo) compaiono in primavera (maggio giugno) e cominciano il loro ciclo che si completa con due generazioni annuali. Il secondo volo che origina la seconda generazione di larve si prolunga per tutta estate con picco di volo e ovideposizione dalla fine di luglio a tutto agosto. A volte si osserva un terzo volo in settembre che dà luogo a una terza generazione parziale di larve.
Le giovani piante di mais di alcuni ibridi resistenti accumulano una potente sostanza antibiotica, il DIMBOA che costituisce una difesa naturale contro un'ampia gamma di insetti fitofagi ed è anche responsabile per la relativa resistenza del mais alla piralide del granturco che non ha raggiunto gli 80 cm circa di altezza.
La piralide del mais è limitata da molti predatori (Orius ecc.) e parassitoidi (le larve sono colpite in particolare da Lydella thompsoni - Diptera, Tachinidae). Insetti oofagi sono Trichogrammatidae: Trichogramma brassicae che possono ridurre naturalmente molte ovature di piralide.
Il mais infestato dalla Piralide, potrebbe diventare contaminato da una micotossina, la fumonisina, particolarmente pericolosa in caso di uso umano e zootecnico. Tuttavia, non sempre c'è una correlazione tra micotossine presenti nel mais e infestazione di larve di piralide: tra le cause possiamo trovare le condizioni atmosferiche a cui è sottoposto il mais e la successiva conservazione di questo in post-raccolta.

## Lotta
La lotta contro l'Ostrinia nubilalis era obbligatoria, secondo il D.M. del 06/12/1950, poi abrogato dal D.M. 17 aprile 1998, e imponeva l'interramento, la distruzione o la sfibratura degli stocchi e dei tutoli prima del 15 aprile allo scopo di eliminare le larve in fase di svernamento.
Gli interventi possono essere: chimici, biologici ed agronomici.
Negli interventi agronomici, innanzitutto, prevedono la scelta di varietà resistenti anche OGM, come gli ibridi di mais nel cui genoma è presente un gene di Bacillus thuringiensis che permette alla pianta di produrre una particolare tossina; tale tossina è attiva solamente nell'apparato gastrointestinale di alcuni insetti, tra i quali l'ordine dei Lepidotteri, uccidendo i bruchi di Ostrinia che, nutrendosi dei tessuti della pianta transgenica, ingeriscono anche la tossina. Queste sementi di mais detto Bt-mais o Bt-corn sono impiegate per coltivazioni al di fuori del territorio nazionale. Risulta però che tali colture di Bt-mais non abbiano fatto registrare incrementi produttivi. Recentemente si sono evidenziati fenomeni di resistenza Farhan et al., 2023) .
Nella lotta chimica si interviene solo in caso di superamento della soglia, che dipende dalla pianta attaccata (es. mais dolce, mais da seme, o peperone) mediante prodotti ammessi dai disciplinari di lotta integrata, mentre se si tratta di mais da granella o da silo non occorre intervenire con insetticidi che potrebbero creare problemi di insorgenza di ragnetto rosso. Oppure si può anche eseguire il monitoraggio, cioè l'uso di trappole a feromoni specifici a cono di rete con feromone e attrattivo alimentare PAA
La lotta biologica prevede principalmente l'uso di preparati a base di Bacillus thuringiensis, ssp. kurstaki; oppure l'introduzione dell'Imenottero parassitoide oofago Trichogramma brassicae (BURGIO, MAINI, 1995)
Attualmente i lanci 'inondativi' di questo parassitoide oofago possono essere condotti anche da mezzi aerei (deltaplano) e più recentemente con droni.